# Filippo Galli (calciatore)
Filippo Galli (Monza, 19 maggio 1963) è un allenatore di calcio, dirigente sportivo ed ex calciatore italiano, di ruolo difensore, responsabile dell'area metodologica del Parma.

## Caratteristiche tecniche
Difensore centrale scuola Milan, esplose in prima squadra nella stagione 1983-84, dopo un anno a Pescara. Era attento e molto valido nella marcatura. Fu il predecessore di Costacurta nel medesimo ruolo e affiancò Baresi nella retroguardia.

## Carriera

### Giocatore

Galli (a sinistra) e Franco Baresi in allenamento al Milan nella stagione 1985-1986

La sua carriera da giocatore inizia nel settore giovanile del Milan dove cresce a livello calcistico, affermandosi come difensore centrale. Galli disputa la sua prima stagione da professionista in prestito al Pescara, nel 1982-83, per poi tornare a vestire i colori rossoneri. A 20 anni è lo svedese Nils Liedholm a puntare fortemente su di lui, ma Arrigo Sacchi non è da meno e avalla tutto ritenendolo titolare inamovibile per tutta la stagione 1987-88, sostituendolo gradualmente a partire dall'annata successiva in favore del giovane Costacurta. Nonostante lo scarso minutaggio, Galli riesce a ritagliarsi spazi importanti, partecipando, da subentrante, alle due finali consecutive di Coppa dei Campioni vinte dal Milan rispettivamente contro Steaua Bucarest e Benfica.
Sebbene il numero delle panchine sia alto, Galli sa pazientare in attesa dei momenti propizi. Nel 1990 contribuisce con un minutaggio maggiore alle vittorie del Milan in Coppa Intercontinentale e in Supercoppa UEFA 1990, ma è nel 1994 che Galli si consacra tra i migliori difensori della storia rossonera. Il 18 maggio il Milan è in finale di Champions League contro il favorito Barcellona di Johan Cruijff, ma si appresta ad affrontare l'impegno in piena emergenza per le contemporanee squalifiche dei due centrali difensivi titolari Baresi e Costacurta. L'allenatore Fabio Capello è indeciso su come sistemare la squadra, ma a scanso di equivoci preferisce andare sul sicuro e opta proprio per Galli, al centro della difesa. È una scelta indovinata: il Milan vince la finale battendo gli spagnoli per 4 a 0 e Galli offre un'ottima prestazione, fermando sia il bulgaro Stoičkov che il brasiliano Romário.
Con il Milan, in tredici stagioni, ha segnato 4 gol (3 in campionato e una in Coppa Italia) e vinto cinque campionati (1987-1988, 1991-1992, 1992-1993, 1993-1994 e 1995-1996), tre Coppe dei Campioni (1988-1989, 1989-1990 e 1993-1994), due Coppe Intercontinentali, tre Supercoppe europee, quattro Supercoppe italiane.
Nel 1996 lascia i rossoneri per passare alla Reggiana, dove gioca per due stagioni. Nel 1998 arriva al Brescia dove rimane per tre stagioni, due in serie B e una in serie A, contribuendo da titolare alla promozione della stagione 1999-2000 e all'ottavo posto nella massima serie della stagione 2000-2001, miglior piazzamento della storia del Brescia in Serie A. Finita l'avventura con le Rondinelle sbarca a Londra per vestire la maglia del Watford allenato da Gianluca Vialli. L'esperienza inglese dura un solo anno, poi Galli ritorna in Italia dove conclude la carriera a quarant'anni in serie C2 nella Pro Sesto.

### Allenatore e dirigente
Dopo il ritiro dall'attività, Galli ha iniziato la carriera di allenatore. Dal 2004 al 2006 vice della Primavera Milan, Dal 1º luglio 2006 al 30 giugno 2008 allena la squadra Primavera del Milan, precedentemente diretta dall'ex compagno Franco Baresi. Da agosto 2008 affianca Mauro Tassotti nel ruolo di vice allenatore della prima squadra, dietro a Carlo Ancelotti. Nel 1º luglio 2009 gli viene affidato l'incarico di direttore del settore giovanile del Milan. Il 30 giugno 2018 lascia il Milan alla scadenza del suo contratto; in nove anni ha vinto una Coppa Italia Primavera (2010), un’edizione del Torneo di Viareggio (2014), un campionato con gli Allievi (2010-2011), uno con i Giovanissimi (2009-2010) e uno con l'Under-16 (2016-2017).
Nel novembre del 2012 consegue la qualifica da direttore sportivo a Coverciano. Svolge inoltre l'attività di commentatore televisivo per le reti Mediaset e per Telenova.
Nel luglio 2019 annuncia che "dalla prossima stagione darò il mio contributo al Settore Tecnico della FIGC e al Settore Giovanile e Scolastico, con un ruolo legato allo sviluppo del calcio giovanile in Italia".
Il 18 maggio 2021 è stato annunciato dal Parma l'ingaggio di Galli come responsabile dell'area metodologica del club, con l'incarico che parte effettivamente il giorno seguente.

## Statistiche

### Presenze e reti nei club
| Stagione        | Squadra         | Campionato      | Campionato | Campionato | Coppe nazionali | Coppe nazionali | Coppe nazionali | Coppe continentali | Coppe continentali | Coppe continentali | Altre coppe | Altre coppe | Altre coppe | Totale | Totale |
| Stagione        | Squadra         | Comp            | Pres       | Reti       | Comp            | Pres            | Reti            | Comp               | Pres               | Reti               | Comp        | Pres        | Reti        | Pres   | Reti   |
| --------------- | --------------- | --------------- | ---------- | ---------- | --------------- | --------------- | --------------- | ------------------ | ------------------ | ------------------ | ----------- | ----------- | ----------- | ------ | ------ |
| 1982-1983       | Pescara         | C               | 28         | 2          | CI+CI-C         | 5+?             | 0+?             | -                  | -                  | -                  | -           | -           | -           | 33+    | 2+     |
| 1983-1984       | Milan           | A               | 28         | 1          | CI              | 8               | 0               | -                  | -                  | -                  | -           | -           | -           | 36     | 1      |
| 1984-1985       | Milan           | A               | 28         | 0          | CI              | 10              | 0               | -                  | -                  | -                  | -           | -           | -           | 38     | 0      |
| 1985-1986       | Milan           | A               | 22         | 2          | CI              | 4               | 0               | CU                 | 6                  | 0                  | TE          | 0           | 0           | 32     | 2      |
| 1986-1987       | Milan           | A               | 21+1       | 0+0        | CI              | 6               | 0               | -                  | -                  | -                  | -           | -           | -           | 28     | 0      |
| 1987-1988       | Milan           | A               | 30         | 0          | CI              | 7               | 0               | CU                 | 3                  | 0                  | -           | -           | -           | 40     | 0      |
| 1988-1989       | Milan           | A               | 10         | 0          | CI              | 4               | 0               | CC                 | 4                  | 0                  | SI          | 1           | 0           | 19     | 0      |
| 1989-1990       | Milan           | A               | 14         | 0          | CI              | 8               | 0               | CC                 | 6                  | 0                  | SU+CInt     | 0           | 0           | 28     | 0      |
| 1990-1991       | Milan           | A               | 20         | 0          | CI              | 6               | 0               | CC                 | 1                  | 0                  | SU+CInt     | 2+1         | 0           | 30     | 0      |
| 1991-1992       | Milan           | A               | 8          | 0          | CI              | 5               | 1               | -                  | -                  | -                  | -           | -           | -           | 13     | 1      |
| 1992-1993       | Milan           | A               | 1          | 0          | CI              | 0               | 0               | UCL                | 0                  | 0                  | SI          | 0           | 0           | 1      | 0      |
| 1993-1994       | Milan           | A               | 8          | 0          | CI              | 4               | 0               | UCL                | 6                  | 0                  | SI+SU+CInt  | 0           | 0           | 18     | 0      |
| 1994-1995       | Milan           | A               | 19         | 0          | CI              | 3               | 0               | UCL                | 6                  | 0                  | SI+SU+CInt  | 0           | 0           | 28     | 0      |
| 1995-1996       | Milan           | A               | 6          | 0          | CI              | 0               | 0               | CU                 | 2                  | 0                  | -           | -           | -           | 8      | 0      |
| ago.-nov 1996   | Milan           | A               | 2          | 0          | CI              | 3               | 0               | UCL                | 1                  | 0                  | SI          | 0           | 0           | 6      | 0      |
| Totale Milan    | Totale Milan    | Totale Milan    | 217+1      | 3+0        |                 | 68              | 1               |                    | 35                 | 0                  |             | 4           | 0           | 325    | 4      |
| nov. 1996-1997  | Reggiana        | A               | 21         | 1          | CI              | -               | -               | -                  | -                  | -                  | -           | -           | -           | 21     | 1      |
| 1997-1998       | Reggiana        | B               | 33         | 1          | CI              | 4               | 0               | -                  | -                  | -                  | -           | -           | -           | 37     | 1      |
| Totale Reggiana | Totale Reggiana | Totale Reggiana | 54         | 2          |                 | 4               | 0               |                    | -                  | -                  |             | -           | -           | 58     | 2      |
| 1998-1999       | Brescia         | B               | 33         | 1          | CI              | 3               | 0               | -                  | -                  | -                  | -           | -           | -           | 36     | 1      |
| 1999-2000       | Brescia         | B               | 37         | 1          | CI              | 5               | 0               | -                  | -                  | -                  | -           | -           | -           | 42     | 1      |
| 2000-2001       | Brescia         | A               | 23         | 0          | CI              | 3               | 0               | -                  | -                  | -                  | -           | -           | -           | 26     | 0      |
| Totale Brescia  | Totale Brescia  | Totale Brescia  | 93         | 2          |                 | 11              | 0               |                    | -                  | -                  |             | -           | -           | 104    | 2      |
| 2001-2002       | Watford         | FD              | 28         | 1          | FACup+CdL       | -               | -               | -                  | -                  | -                  | -           | -           | -           | 28     | 1      |
| Totale carriera | Totale carriera | Totale carriera | 420+1      | 10+0       |                 | 88+             | 1+              |                    | 35                 | 0                  |             | 4           | 0           | 548+   | 11+    |

## Palmarès

### Giocatore

#### Competizioni nazionali
- Campionato italiano: 5

Milan: 1987-1988, 1991-1992, 1992-1993, 1993-1994, 1995-1996
- Supercoppa italiana: 4

Milan: 1988, 1992, 1993, 1994

#### Competizioni internazionali
- Coppa dei Campioni/UEFA Champions League: 3

Milan: 1988-1989, 1989-1990, 1993-1994
- Supercoppa UEFA: 3

Milan: 1989, 1990, 1994
- Coppa Intercontinentale: 2

Milan: 1989, 1990